# آیکان (آلبوم شر)
| بررسی انتقادی | بررسی انتقادی |
| منبع          | رتبه‌بندی      |
| ------------- | ------------- |
| آل‌میوزیک      | [ ۱ ]         |

آیکان (به انگلیسی: Icon) یک آلبوم بهترین‌ها از خواننده اهل ایالات متحده آمریکا شر است، که در سال ۲۰۱۱ توسط گفن رکوردز منتشر شد. این بخشی از مجموعه آلبوم‌های آیکان یونیورسال موزیک انترپرایزس است.